# Hwanghae del Nord
Hwanghae del Nord (en coreà: 황해북도) és una província de la República Democràtica Popular de Corea. La província es va formar en l'any 1954 quan l'antiga província de Hwanghae es va dividir en Hwanghae del Nord i en Hwanghae del Sud. La capital provincial és Sariwon. En l'any 2003, la ciutat de Kaesong, va passar a formar part de la província de Hwanghae del Nord.
El cens de població de l'any 2005 indica que aquesta província és la llar d'1.740.639 persones. Considerant que la superfície de Hwanghae del Nord és de 9.199 quilòmetres quadrats, es dedueix que la densitat poblacional de la província és de 189 habitants per cada quilòmetre quadrat.